# 三井アウトレットパーク北陸小矢部
三井アウトレットパーク 北陸小矢部（みついアウトレットパーク ほくりくおやべ、英: Mitsui Outlet Park Hokuriku Oyabe）は、富山県小矢部市西中野にあるアウトレットモール。北陸地方では初めてとなる本格的アウトレットモールである。三井アウトレットパークとしては13か所目となる。

## 概要
2015年7月（平成27年）7月16日に開業した同店は、2階建てのエンクローズドモール（屋内型モール）で173店舗が入居する。施設内には、小矢部市と周辺の自治体ならびに富山県が共同で運営する観光案内所「とやま旅ナビ@おやべ」が設けられているほか、イスラム教徒向けの礼拝室も設置されている。同パーク屋外には、キッズパークと高さ50mの観覧車「NANAIRO WHEEL（ナナイロホイール）」が設置されている。また、照明は同社アウトレットパークとしては初めて全館LEDとなっている。
2013年（平成25年）11月三井不動産は、富山県小矢部市に13か所目のアウトレットモールの建設（開業は平成27年度を予定）を発表した。このアウトレット開業により、アウトレットモールが北陸に初出店することとなり、各地からの来店客の増加が見込まれるとした。店舗数は当初約160店舗で開業する予定であること、北陸の冬の天候を考慮し、2階建てエンクローズドモール（屋内型モール）で計画しているとした。
なお、にいがた経済新聞が「県内在住の政界関係者」の話として報じた内容によると、三井不動産は以前から北陸・信越地方へのアウトレットパーク進出を模索しており、富山県小矢部市への出店が決まる前に新潟県上越市の上越妙高駅周辺への出店を打診していたが、地元自治体や商工会の反対に加え、観光バスの待機場所不足も懸念されたことから、同地での建設を断念し、富山県小矢部市への出店に変更とされる。
2014年（平成26年）7月4日に着工し、予定通り2015年（平成27年）7月開業予定と発表。敷地面積は約130,000m2、延床面積約45,000m2、店舗面積約26,000m2となり、店舗数は北陸初のアウトレットモールとなることから出店希望のテナントが多く、当初より10店舗増の約160店舗とし、敷地内には屋外広場を設け、そこに高さ50mの観覧車や遊具を設置するとした。2015年（平成27年）1月22日には、予定店舗数約160店舗の内、129店舗名を発表した。
2015年（平成27年）4月23日には、開業日を同年7月16日と発表。また最終出店店舗数は、日本初出店10店舗、北陸初出店81店舗を含むフルラインアップの店舗構成の173店舗となり、当初小規模施設の予定であったが、同社のアウトレットパークの開業時の店舗数としては「三井アウトレットパーク 入間」に次いで全国2番目の店舗数となる。商圏は、富山・石川・福井の北陸3県だけではなく、岐阜県飛騨地方や新潟県上越地方など広域からのアクセスに優れた立地が考えられる。また、2015年（平成27年）3月14日に開通した北陸新幹線により、北陸エリアを訪れる国内外の観光客の利用も期待されており、年間300万 - 350万人の来場と、年間売上170億円を目指すとしている。

## NANAIRO WHEEL（ナナイロホイール）
パーク内にある24台のゴンドラを備えた高さ50m、一周約10分の観覧車。ゴンドラは冷暖房付きの4人乗りで、ショッピングバック型の台形の形になっている。同パーク開業にあたり観覧車の名称が一般募集され、3,813点の応募から小矢部市内の小学6年生が応募した「NANAIRO WHEEL（ナナイロホイール）」に決定し、開業セレモニーにて発表された。なお命名された名称は、夜間に観覧車を照らす七色のライトアップと開業日の7月（なな）16日（いろ）の語呂合わせからきている。
観覧車の運営会社との契約の終了に伴い、2025年11月3日に営業を終了する予定。

## 沿革
- 2010年（平成22年）頃 - 小矢部市が三井不動産にアウトレットモールの誘致を打診[13]。
- 2013年（平成25年）11月 - 富山県小矢部市に、店舗数約150店舗のアウトレットモールの建設（開業は平成27年度を予定）を発表。
- 2014年（平成26年）7月4日 - 建設着工。予定店舗数が約160店舗となったことを発表。
- 2015年（平成27年）1月22日 - 予定店舗数約160店舗の内、129店舗名を発表。
- 2015年（平成27年）4月23日 - 開業日を同年7月16日と発表。また最終出店店舗数が173店舗となったこと、店舗名171店舗を発表。
- 2015年（平成27年）7月14日・15日 - プレオープン。
- 2015年（平成27年）7月16日 - 開業。

## 交通アクセス
- 石動駅（約9分）からの一般路線バスが加越能バスにより運行され、一部は高岡駅を発着している。
- 開業時から2017年1月9日までは富山駅（約50分）からの観光バスによる路線バスが富山地方鉄道により[14]、同年2月26日までは新高岡駅（高岡駅経由、約38分）からの高速バスが加越能バスにより[15]、2023年3月26日までは金沢駅（約45分）からの観光バスによる路線バスが加越能バス（開業当初は北陸鉄道との共同運行）により、それぞれ運行されていた。